# ルーク・キーシャル
ルーク・T・キーシャル（Luke T. Keaschall, 2002年8月15日 - ）は、アメリカ合衆国カリフォルニア州サンタクルーズ郡ワトソンビル出身のプロ野球選手（二塁手）。右投右打。MLBのミネソタ・ツインズ所属。

## 経歴
2023年のMLBドラフト2巡目（全体49位）でミネソタ・ツインズから指名され、プロ入り
契約金は150万ドル。契約後、傘下のルーキー級フロリダ・コンプレックスリーグ・ツインズでプロデビュー。A級フォートマイヤーズ・マイティマッスルズとA+級シーダーラピッズ・カーネルズでもプレーし、 3チーム合計で31試合に出場して打率.288、3本塁打、15打点、11盗塁を記録した。
2024年はA+級シーダーラピッズとAA級ウィチタ・ウィンドサージでプレーし、2チーム合計で102試合に出場して打率.303、15本塁打、48打点、23盗塁を記録した。
2025年は開幕をAAA級セントポール・セインツで迎えた。4月18日にメジャー契約を結んでアクティブ・ロースター入りし、メジャーデビューとなった同日のアトランタ・ブレーブス戦にて「8番・指名打者」で先発出場すると、メジャー初安打を含む2安打と1打点を記録した。

## 詳細情報

### 背番号
- 15（2025年 - ）